# モレタイ (小惑星)
モレタイ(124192 Moletai)は、軌道が火星軌道と交叉する火星横断小惑星である。リトアニアのモレタイ天体物理天文台でK. Cernis と V. Laugalysが発見した。
名前は発見した､天文台のあるリトアニアの町モレタイから命名された。